# 바이오틴
바이오틴(Biotin, 비오틴) 또는 비타민 B7은 비타민 H라는 별칭을 가진 비타민의 일종이다. 코엔자임 R이라고도 한다. 이는 인간과 다른 유기체 모두에서 주로 지방, 탄수화물 및 아미노산의 활용과 관련된 광범위한 대사 과정에 관여한다. 독일어 Biotin에서 빌린 이름 바이오틴은 고대 그리스 단어 βιοτος(bíotos; '생명')와 접미사 "-in"(일반적으로 화학에서 '형성'을 나타내는 데 사용되는 접미사)에서 유래되었다.

## 생합성
식물에서 합성되는 바이오틴은 식물의 성장과 발달에 필수적이다. 박테리아는 또한 바이오틴을 합성하는데, 대장에 상주하는 박테리아는 숙주 유기체에 흡수되어 활용되는 바이오틴을 합성할 수 있다고 생각된다.
합성은 알라닌과 피멜로일-CoA라는 두 가지 전구체로부터 시작된다. 이것들은 KAPA(7-keto-8-aminopelargonic acid)를 형성한다. KAPA는 식물 퍼옥시좀에서 미토콘드리아로 운반되어 DAPA(7,8-diaminopelargonic acid)로 전환된다. 효소 데티오바이오틴 합성효소는 ATP로 활성화된 DAPA 카르바메이트를 통해 우레이도 고리의 형성을 촉매하여 데티오바이오틴을 생성하고, 이것이 다시 바이오틴으로 전환된다. 마지막 단계는 라디칼 SAM 효소인 바이오틴 합성효소에 의해 촉매된다.

## 같이 보기
- 비타민